# Ка Цоја (Сондрио)
Ка Цоја је насеље у Италији у округу Сондрио, региону Ломбардија.
Према процени из 2011. у насељу је живело 9 становника. Насеље се налази на надморској висини од 895 м.